# 尼克·福斯特 (籃球運動員)
尼古拉斯·大衛·喬丹·福斯特（1993年2月25日—）為美國男子籃球運動員，場上主打得分後衛、小前鋒位置。

## 職業生涯

### 什切青舊城斯波伊尼亞（2020−2021）
2020年11月23日，福斯特加盟波蘭籃球聯賽什切青舊城斯波伊尼亞。

### 新竹街口攻城獅（2021−2022）
2021年10月28日，福斯特加盟P. LEAGUE+新竹街口攻城獅，中文登錄名為「法獅」。11月21月，福斯特在聯盟熱身賽初登板，出賽38分鐘、出手37次、命中10球，其中三分球9投0中，繳出23分、16籃板的表現。
2022年1月1日，福斯特在作客臺北富邦勇士的比賽中投進9記三分球攻下45分，改寫達文·里德所創下的聯盟單場最高43分紀錄。3月12日，福斯特在客場出戰高雄鋼鐵人的賽事中35投18中，將個人保持的聯盟單場得分紀錄推高至47分。5月份福斯特出賽4場，繳出場均31.3分、13籃板、5助攻的表現，率隊收下四連勝，於6月5日獲選2021–22年賽季5月MVP殊榮。最終2021–22年賽季留下場均24.83分、9.83籃板、2.96助攻、1.78抄截的成績，季後賽表現不佳，賽季結束後攻城獅未與福斯特續約。

### 福爾摩沙台新夢想家（2022−2023）
2022年12月15日，福斯特加盟P. LEAGUE+福爾摩沙台新夢想家。12月31日，福斯特重返老東家攻城獅主場作客，全場11投4中，進帳16分、9籃板、6助攻。
2023年1月9日，福爾摩沙台新夢想家與福斯特解約。

### 臺南台鋼獵鷹（2023）
2023年1月12日，福斯特加盟T1聯盟臺南台鋼獵鷹，中文登錄名為「飛斯特」。3月6日，臺南台鋼獵鷹宣布與福斯特達成離隊協議，福斯特共出賽三場例行賽，繳出場均13分、3.7籃板、3.7助攻的表現。

## 外部連結
- 尼克·福斯特的Instagram帳戶
- 尼克·福斯特的X（前Twitter）
- 尼克·福斯特在fiba.basketball（英语）
- 尼克·福斯特在P. LEAGUE+官網
- 尼克·福斯特在Basketball-Reference.com（國際）（英语）
- 尼克·福斯特在Sports-Reference.com（NCAA）（英语）
- 尼克·福斯特在Eurobasket.com（球員）（英语）
- 尼克·福斯特在Proballers（英语）
- 尼克·福斯特在RealGM（英语）
- 尼克·福斯特在Flashscore（英语）